# Velilla del Río Carrión (ort)
Velilla del Río Carrión är en ort i Spanien.   Den ligger i provinsen Provincia de Palencia och regionen Kastilien och Leon, i den norra delen av landet, 280 km norr om huvudstaden Madrid. Velilla del Río Carrión ligger 1 121 meter över havet och antalet invånare är 1 591.
Terrängen runt Velilla del Río Carrión är kuperad åt nordväst, men åt sydost är den platt. Runt Velilla del Río Carrión är det mycket glesbefolkat, med 3 invånare per kvadratkilometer. Närmaste större samhälle är Guardo, 4,0 km söder om Velilla del Río Carrión. Trakten runt Velilla del Río Carrión består i huvudsak av gräsmarker.